# North American International Auto Show
North American International Auto Show (NAIAS) je godišnja međunarodna izložba automobila, a održava se u gradu Detroitu u američkoj saveznoj državi Michigan. 
Po prvi put je održana 1907. u Beller's Beer Gardenu u Riverside Parku i održala se svake godine osim u razmaku između 1943. i 1952. Od 1965. održava se u Cobo Centeru, a 1989. je iz Detroit Auto Show preimenovana u današnji naziv.
NAIAS je najveća redovito održavana izložba automobila u Sjedinjenim Državama.